# باتابانو (کوبا)
باتابانو (به اسپانیایی: Batabanó) یک منطقهٔ مسکونی در کوبا است که در استان مایابکه واقع شده‌است. باتابانو ۱۸۷ کیلومتر مربع مساحت و ۲۵٬۶۶۴ نفر جمعیت دارد و ۵ متر بالاتر از سطح دریا واقع شده‌است.